# بهینه‌سازی نیمه‌معین
بهینه‌سازی نیمه معین یا SDP یک مسئله بهینه‌سازی برای تابع هدف خطی است.
بهینه‌سازی نیمه معین تقریباً زمینه‌ای جدید است و در حال رشد است. بسیاری از مسائل در زمینه‌های تحقیق در عملیات و بهینه‌سازی ترکیبیاتی را می‌توان به صورت تقریبی به صورت بهینه‌سازی نیمه معین در آورد. تقریباً همهٔ مسائل برنامه‌ریزی خطی را می‌توان به صورت بهینه‌سازی نیمه معین تعریف کرد.

## مقدمات
در مسئلهٔ برنامه‌ریزی خطی قصد بهینه‌سازی تابعی خطی روی یک چندوجهی را داریم، اما تابع و شروط بهینه‌سازی باید توابعی خطی از متغیرها باشند. در یک مسئلهٔ بهینه‌سازی نیمه معین می‌توان از ضرب داخلی متغیرها نیز استفاده کرد. به عبارت دیگر:
{\displaystyle {\begin{array}{rl}{\displaystyle \min _{x^{1},\ldots ,x^{n}\in \mathbb {R} ^{n}}}&{\displaystyle \sum _{i,j\in [n]}c_{i,j}(x^{i}\cdot x^{j})}\\{\text{subject to}}&{\displaystyle \sum _{i,j\in [n]}a_{i,j,k}(x^{i}\cdot x^{j})\leq b_{k}\qquad \forall k}.\\\end{array}}}

## روابط معادل
ماتریس {\displaystyle M} با سایز {\displaystyle n\times n} را مثبت نیمه معین می‌نامیم در صورتی که ماترس گرادیان مجموعه‌ای از بردارها باشد (یعنی بردارهای {\displaystyle x^{1},\ldots ,x^{n}} وجود داشته باشند که که {\displaystyle m_{i,j}=x^{i}\cdot x^{j}} به ازای همهٔ مقادیر {\displaystyle i,j}). در این صورت داریم {\displaystyle M\succeq 0}. (توجه کنید که مثبت نیمه معین بودن تعاریف مختلف دارد.)
فرض کنید {\displaystyle \mathbb {S} ^{n}} فضای تمام ماتریس‌های حقیقی متقارن {\displaystyle n\times n} باشد. در اینصورت تعریف می‌کنیم
{\displaystyle \langle A,B\rangle _{\mathbb {S} ^{n}}={\rm {tr}}(A^{T}B)=\sum _{i=1,j=1}^{n}A_{ij}B_{ij}.}
با این تعریف می‌توان مسئله بهینه‌سازی معرفی شده در قسمت قبل را اینبار به اینصورت بازنویسی کرد:
{\displaystyle {\begin{array}{rl}{\displaystyle \min _{X\in \mathbb {S} ^{n}}}&\langle C,X\rangle _{\mathbb {S} ^{n}}\\{\text{subject to}}&\langle A_{k},X\rangle _{\mathbb {S} ^{n}}\leq b_{k},\quad k=1,\ldots ,m\\&X\succeq 0\end{array}}}
با اضافه کردن متغیرهای اضافی می‌توان مسئله را به اینصورت عوض کرد:
{\displaystyle {\begin{array}{rl}{\displaystyle \min _{X\in \mathbb {S} ^{n}}}&\langle C,X\rangle _{\mathbb {S} ^{n}}\\{\text{subject to}}&\langle A_{i},X\rangle _{\mathbb {S} ^{n}}=b_{i},\quad i=1,\ldots ,m\\&X\succeq 0.\end{array}}}
با داشتن تعریف استاندارد SDP می‌توان پاسخ آن را در {\displaystyle O(n^{3})} بدست آورد (با تجزیه چولسکی ماتریس X).

## فرم دیگر (dual)
با داشتن فرم اولیه
{\displaystyle {\begin{array}{rl}{\displaystyle \min _{X\in \mathbb {S} ^{n}}}&\langle C,X\rangle _{\mathbb {S} ^{n}}\\{\text{subject to}}&\langle A_{i},X\rangle _{\mathbb {S} ^{n}}=b_{i},\quad i=1,\ldots ,m\\&X\succeq 0\end{array}}}
می‌توان فرم دیگر مسئلهٔ فوق (P-SDP) را می‌توان به صورت زیر نوشت:
{\displaystyle {\begin{array}{rl}{\displaystyle \max _{y\in \mathbb {R} ^{m}}}&\langle b,y\rangle _{\mathbb {R} ^{m}}\\{\text{subject to}}&{\displaystyle \sum _{i=1}^{m}}y_{i}A_{i}\preceq C\end{array}}}
که در آن {\displaystyle P\succeq Q} یا {\displaystyle P-Q\succeq 0}.

## کاربردها
روشهای بهینه‌سازی نیمه معین کاربردهای بسیاری در مسائل بهینه‌سازی ترکیبیاتی مثلاً مسئلهٔ برش بیشینه دارند. همچنین کاربردهای بسیار در کنترل دارند.